# Zdeněk Škrland
Zdeněk Škrland, född 6 februari 1914 i Prag, död 6 mars 1996 i Prag, var en  tjeckoslovakisk kanotist.
Škrland blev olympisk guldmedaljör i C-2 10000 meter vid sommarspelen 1936 i Berlin.